# Tropheus annectens
Tropheus annectens – słodkowodna ryba z rodziny pielęgnicowatych. Hodowana w  akwariach.
Występowanie: litoral skalisty zachodniego wybrzeża Jeziora Tanganika w Afryce. Gatunek endemiczny.

## Opis
Ciało lekko bocznie spłaszczone, krępe, z pionowymi ciemnymi pasami na jasnym tle. Szeroki otwór gębowy w położeniu dolnym. Dorastają do ok. 14 cm. Znanych jest wiele form barwnych.
| Zalecane warunki w akwarium | Zalecane warunki w akwarium                 |
| --------------------------- | ------------------------------------------- |
| Zbiornik                    | duży                                        |
| Temperatura wody            | 25 – 28 °C                                  |
| Twardość wody               | twarda 8 – 25°n                             |
| Skala pH                    | 7,5 – 9                                     |
| Pokarm                      | żywy, mrożony, suchy z dodatkiem roślinnego |